# Wernadski-Station

Wernadski-Station

Die Wernadski-Station (ehemals „Faraday-Station“, ukrainisch Станція Академік Вернадський/Stanzija Akademik Wernadskyj) ist eine ukrainische Forschungsstation in der Antarktis. Von 1947 bis 1996 war die Wernadski-Station unter dem Namen Faraday-Station eine britische Antarktisstation. Ihren jetzigen Namen erhielt sie zu Ehren des Geologen Wladimir Iwanowitsch Wernadski, dem ersten Präsidenten der Akademie der Wissenschaften der Ukraine.

## Lage
Koordinaten: 65° 14′ 44,5″ S, 64° 15′ 28,5″ W
Die Station befindet sich auf der zu den Argentinischen Inseln gehörenden Galíndez-Insel im Wilhelm-Archipel, vor der Küste der Antarktischen Halbinsel, südlich des Palmer-Archipels und nordöstlich der Biscoe-Inseln. Die Penola-Straße trennt die Galindez-Insel vom antarktischen Festland. Die Galindez-Insel wurde nach dem Kommandanten der Korvette Uruguay der argentinischen Marine, Fregattenkapitän Ismael F. Galíndez benannt, der von der argentinischen Regierung mit der Suche nach Jean-Baptiste Charcot
beauftragt wurde, nachdem dieser während seiner Expedition 1905 verschollen war.
Die nächste dauerhafte Antarktis-Station, die US-amerikanische Palmer-Station ist 50 km entfernt, der nächste Hafen Ushuaia, die südlichste Stadt Argentiniens am Beagle-Kanal, befindet sich in 1100 km Entfernung.

## Klima
Die kälteste gemessene Temperatur betrug −43,3 °C, die wärmste 11,8 °C. Ungefähr 300 Tage pro Jahr ist es auf der Galindez-Insel bewölkt und es fällt Schnee.

## Beschreibung

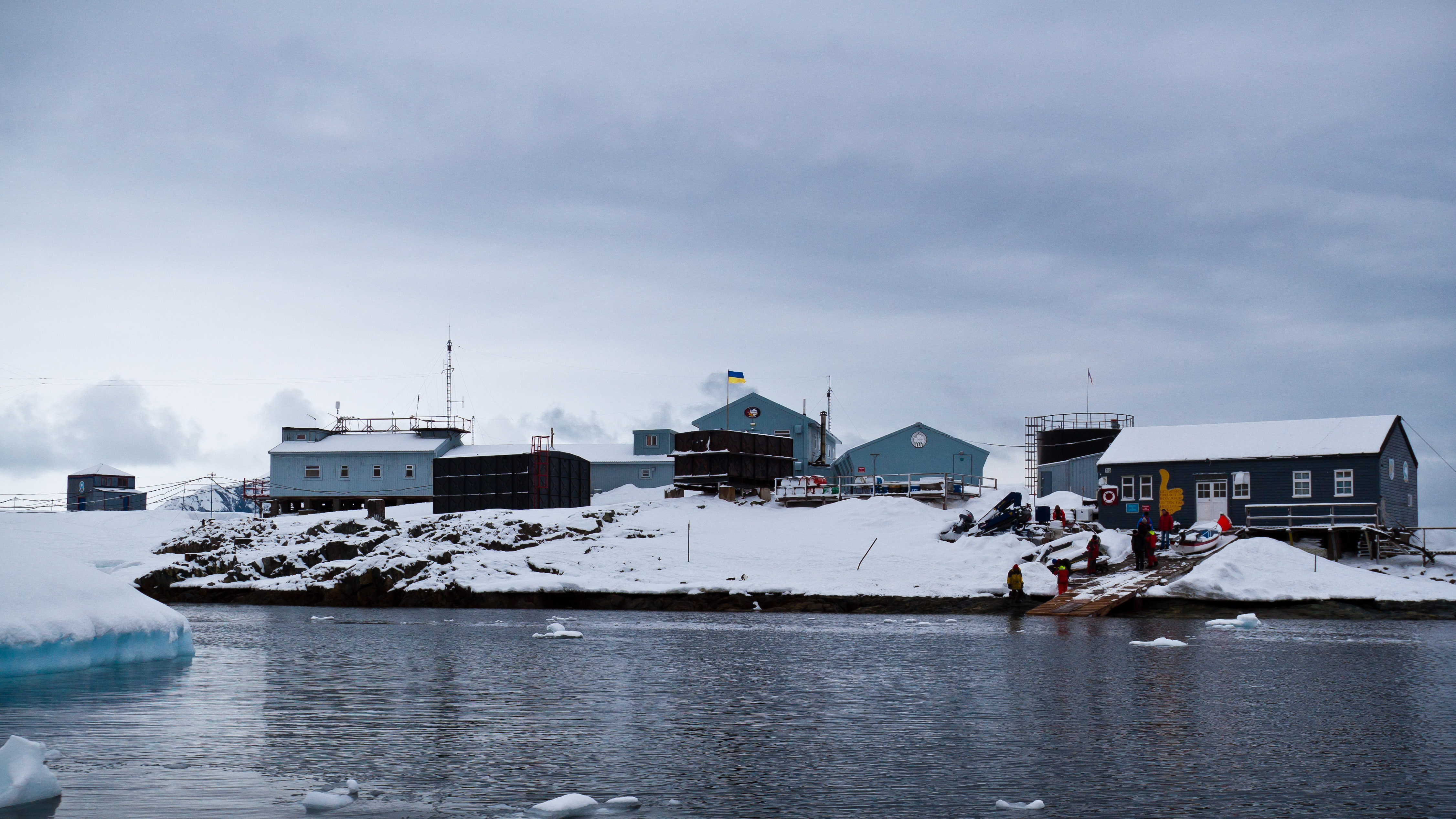
Wernadski-Station (2013)

Die neun Gebäude der Station stehen auf eisfreiem Fels auf 7 m Meereshöhe, 5 km von der Küste entfernt. Eine 1961 am östlichen Giebel der Station vorgenommene Erweiterung erhöhte die Zahl der Unterbringungsmöglichkeiten auf Quartiere für 15 Personen. Größere Veränderungen an der Station verbesserten 1980 die Lebens- und Arbeitsbedingungen. Die Erweiterung um ein zweites Geschoss schuf Raum für 24 Schlafkojen, ein Kleiderlager, einen Heizungsraum und eine Umkehrosmoseanlage für die Wasseraufbereitung im Erdgeschoss. Im Obergeschoss entstanden eine Lounge, eine Bücherei, ein Speiseraum und die Küche. Im alten Teil der Station befinden sich heute die Labors und Arbeitszimmer, die Krankenstation und die Sanitärräume. Das Generatorenhaus wurde 1978/79 erbaut. Die alte Generatorenhütte wird jetzt als Kühllager für die Lebensmittel und als Werkstatt für die Zimmerer genutzt. Weitere Nebengebäude sind die zwei kleinen antimagnetischen Häuser für die Magnetometer, die Ballonhütte (jetzt Schneemobil-Garage) und ein Hauptlager.

## Faraday-Station
Die Faraday-Station ist vom 7. Januar 1947 bis 6. Februar 1996 49 Jahre und 31 Tage durch die Falkland Islands Dependencies Survey (FIDS) und die British Antarctic Survey (BAS) ständig mit Personal ausgestattet und betrieben worden. Dies ist bis heute die längste ununterbrochene Besetzung einer britischen Station.
Während der Operation Tabarin erhielt jede Station einen Buchstabencode zur Identifizierung. Diese Tradition wurde bei der Gründung neuer Stationen beibehalten. Der ursprüngliche Standort der britischen Station „Base F“ befand sich seit Januar 1947 auf Winter Island, wo zuvor 1935/36 die Hütte der britischen Graham Land Expedition (BGLE) stand, die 1946 möglicherweise durch einen Tsunami zerstört wurde. Die Hütte auf der Winter-Insel wurde zu Ehren von James Wordie, Mitglied von Ernest Shackletons „Imperial Trans-Antarctic Expedition“ 1914–1916 und Mitglied des Beratenden Ausschusses der Operation Tabarin „Wordie House, Base F Argentinische Inseln“
genannt. Sie wurde am 30. Mai 1954 wegen der Verlegung der Station auf die Galindez-Insel aufgegeben. Im Winter 1960 musste die Station wieder besetzt werden, als das Personal, das für die „Base T (Adelaide-Basis)“ vorgesehen war, die Adelaide-Insel nicht erreichen konnte und gezwungen war, hier zu überwintern. Die neuen Gebäude für die Station wurden im Februar 1954 auf der Galindez-Insel, Marina Point errichtet. Das Hauptgebäude wurde nach der Krönung von Königin Elisabeth II. im Jahr 1953 „Coronation House“ genannt. 1977 erhielt „Base F“ den Namen des englischen Physikers und Chemikers Michael Faraday. Die von der Faraday-Station und von der Halley-Station durchgeführten Messungen führten 1985 zur Entdeckung des Ozonlochs.
Wordie-House wurde restauriert und als „Historische Stätte und Monument No. 62“ geschützt. Das ukrainische Team der Wernadski-Station sorgt jetzt für die Instandhaltung von Wordie House.

## Wernadski-Station

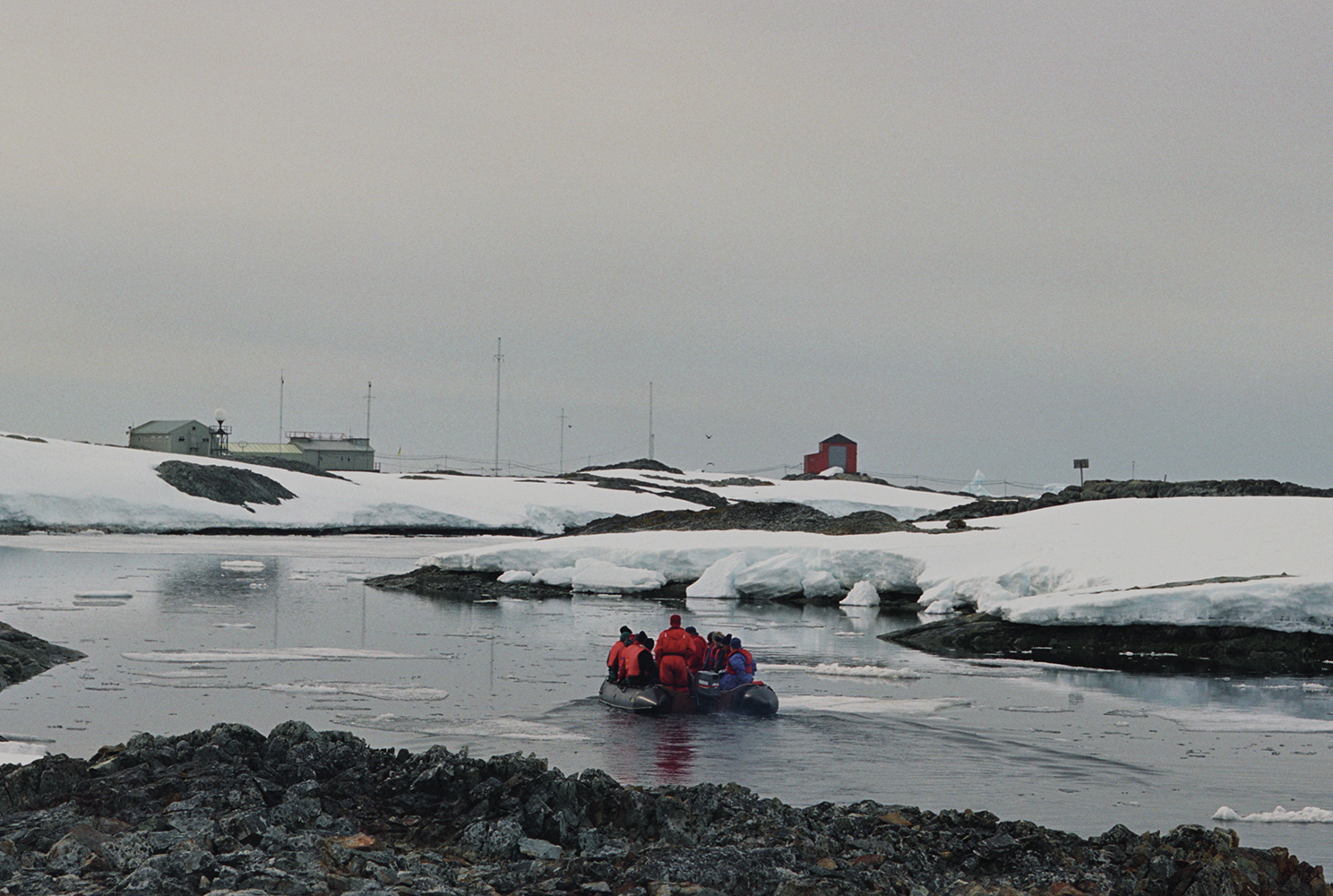
Die ukrainische Antarktisstation „Akademiemitglied Wernadski“ (2000)

Da während der Saison 1991/1992 die Rothera-Station auf der Adelaide-Insel erweitert wurde, entstand die Notwendigkeit, die Faraday-Station aufzugeben oder an ein anderes Land zu übertragen. Am 6. Februar 1996 wurde die Station auf der Galindez-Insel an die Ukraine übergeben und in Wernadski-Station umbenannt. Maximal 24 Personen als Sommerpersonal und durchschnittlich 12 Überwinterer kann die Station aufnehmen. Hier werden vor allem seismische Erschütterungen, die Dicke der Ozonschicht sowie meteorologische Einflussgrößen gemessen, es wird im Bereich der oberen Atmosphäre (Stratosphäre, Mesosphäre und Thermosphäre) und zum Thema Klimawandel geforscht. Laut einem „Memorandum of Understanding“ zwischen dem Ukrainischen Antarktis Zentrum UAC und dem BAS liefern die ukrainischen Wissenschaftler dem BAS weiterhin alle Ergebnisse der Langzeitmessungen der Ozon-, Magnetismus-, Wetter- und Ionensonden-Daten. Hoch empfindliche Magnetometer sind auf der Wernadski-Station installiert worden, um die Daten per Satellit zum internationalen Datenverbund Intermagnet liefern zu können.

## Trivia

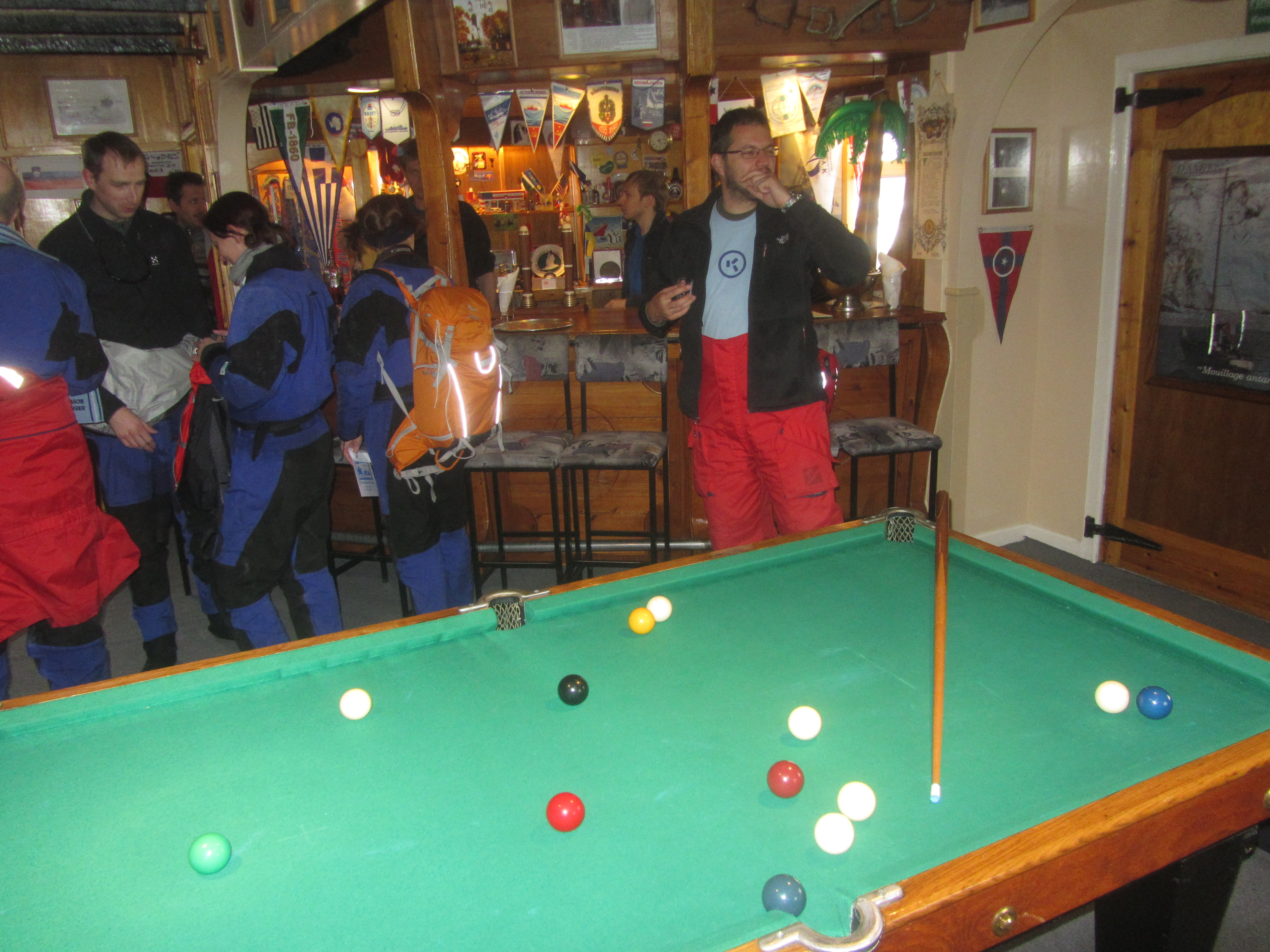
Die Faraday Bar

Die Station besitzt die südlichste Bar der Welt. Die Faraday-Bar wurde von der britischen Besatzung der Station als original englisches Pub, komplett mit Billardtisch und Dartboard gebaut. Die Einrichtung wurde aus Hartholz geschnitzt, das für die Reparatur eines Bootsstegs vorgesehen war. Durch schlechte Wetterbedingungen konnte die Reparatur während des Winters nicht durchgeführt werden. Das Holz wurde zur „schönsten Bar der Antarktis“ verarbeitet. Die Bar ist auch dafür bekannt, dass man den Wodka entweder mit US-Dollar oder aber mit einem BH bezahlen kann.